# Angela Billingham, Baroness Billingham
Angela Billingham, Baroness Billingham (n. 31 iulie 1939) este un om politic britanic, membru al Parlamentului European în perioada 1994-1999 din partea Regatului Unit.
1. ↑  Angela Theodora Case, Baroness Billingham, The Peerage
2. 1 2 3 4  The Peerage
3. ↑  pace.coe.int
4. ↑  Deputații în Parlamentul European